# Chandler Cox
Chandler Cox (Sandy, 29 luglio 1996) è un giocatore di football americano statunitense che milita nel ruolo di fullback per i Miami Dolphins della National Football League (NFL).

## Carriera professionistica

### Miami Dolphins
Cox fu scelto nel corso del settimo giro (233º assoluto) del Draft NFL 2019 dai Miami Dolphins. Nella sua stagione da rookie disputò 13 partite, di cui 3 come titolare, senza fare registrare alcuna corsa o ricezione.